# Lázaro Cárdenas Airport

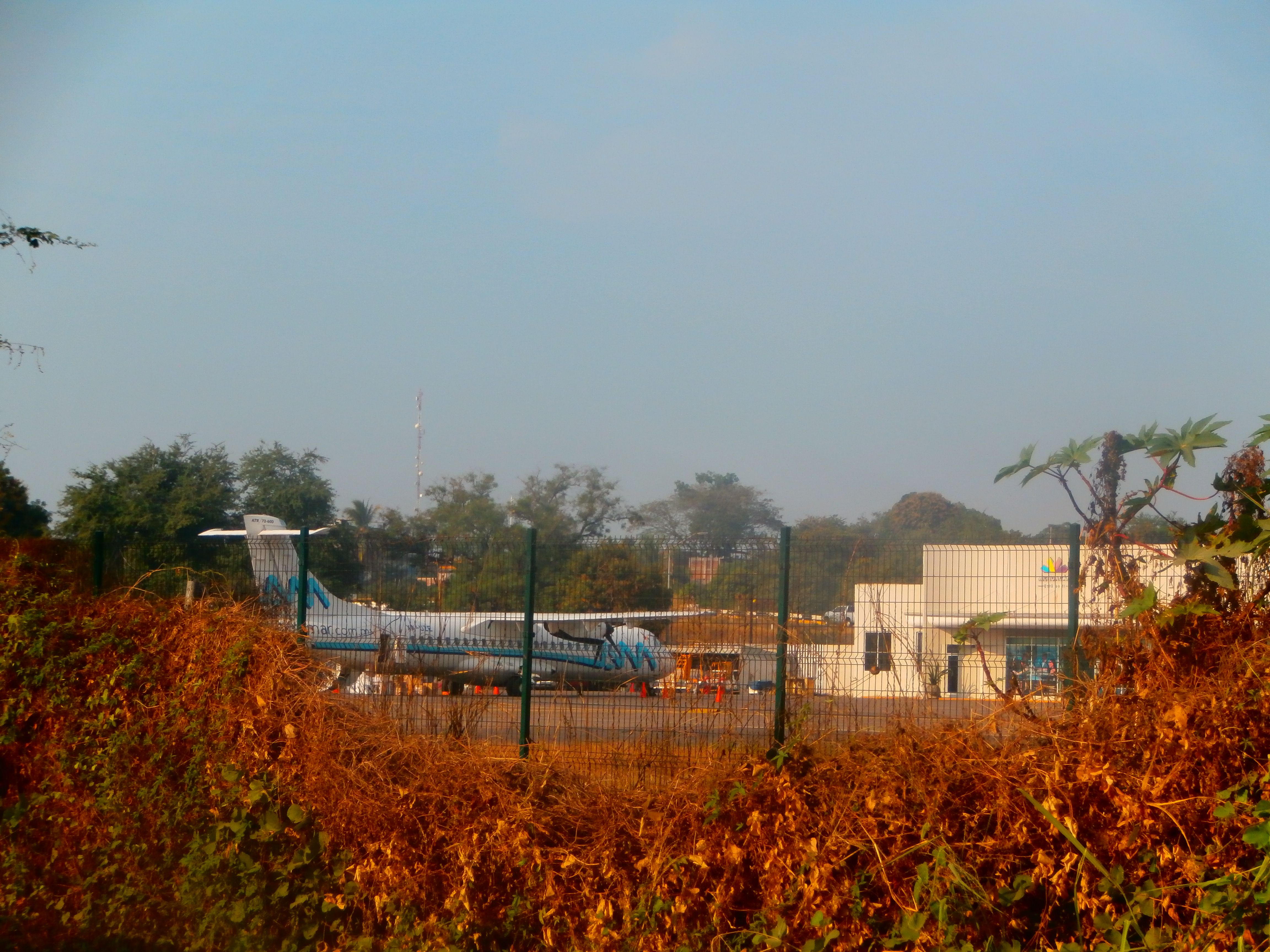

Lázaro Cárdenas Airport är en flygplats i Mexiko.   Den ligger i kommunen Lázaro Cárdenas och delstaten Michoacán de Ocampo, i den södra delen av landet, 400 km väster om huvudstaden Mexico City. Lázaro Cárdenas Airport ligger 11 meter över havet.
Terrängen runt Lázaro Cárdenas Airport är huvudsakligen platt, men åt nordväst är den kuperad. Runt Lázaro Cárdenas Airport är det ganska tätbefolkat, med 134 invånare per kvadratkilometer. Närmaste större samhälle är Lázaro Cárdenas, 3,4 km söder om Lázaro Cárdenas Airport. Omgivningarna runt Lázaro Cárdenas Airport är en mosaik av jordbruksmark och naturlig växtlighet.